# Othonoí
Othonoí är en ort i Grekland.   Den ligger i prefekturen Nomós Kerkýras och regionen Joniska öarna, i den västra delen av landet, 400 km nordväst om huvudstaden Aten. Othonoí ligger 11 meter över havet och antalet invånare är 761. Den ligger på ön Nisí Othonoí.
Terrängen runt Othonoí är platt norrut, men åt nordväst är den kuperad.  Othonoí är det största samhället i trakten. 